# Ostrov divokých koní
Ostrov divokých koní (1956, The Island of Horses) je dobrodružný román pro mládež, který napsala irská spisovatela Eilís Dillonová.

## Obsah románu
Hlavními hrdiny románu jsou dva chlapci, patnáctiletý Dany MacDonagh, vypravěč příběhu, a šestnáctiletý Pat Conory, kteří žijí se svými rodinami na malém ostrůvku Inishrone u západního pobřeží Irska poblíž města Galway. Po celá léta vídají na obzoru neobydlený ostrov, o kterém slýchali od Patovy babičky strašidelné pověsti. Ta se na ostrově narodila a byla jednou z posledních lidí, kteří se z ostrova odstěhovali poté, co jedné zimy všichni málem zahynuli.
Jednoho dne neodolají a na ostrov se vypraví. Nejprve najdou shluk zřícenin v místech, kde stávala vesnice, a v jedné z polorozbořených chalup se ubytují. Následující den objeví údolí, přístupné jen za odlivu, kde žijí divocí koně. Odchytili jedno černé hříbě a vrátili se s ním na Inishrone. Přitom si uvědomili, že někteří koně na ostrově jsou okováni. Nikomu nechtějí říci, že byli na ostrově, ale místní obchodník Mike Coffey to zjistí a varuje je, aby na ostrov již ani nevkročili, nebo že je utopí duchové španělských vojáků, kteří zde zahynuli roku 1588 při zničení jejich válečného loďstva v bouři.
Pak se objeví dva policisté, kteří tvrdí, že hříbě je kradené. Jedou s chlapci lodí na velitelství sepsat protokol, ale loď se v bouři potopí. Chlapci se zachrání na sudu, doplavou na břeh ostrova Kilmoran a tam Dan Patovi řekne, že je přesvědčen o tom, že to nebyli policisté, ale pomahači Mikea Coffeyho. Také zde najdou nového přítele, Luka zvaného Kočičák, který jim pomáhá se svou lodí. Oba podvodníci se také zachrání, ale jsou místní policií dopadeni. Po Mikeu Coffeym je vyhlášeno pátrání.
Chlapci se s Lukem opět vydají na Ostrov divokých koní, tentokrát i s Patovou babičkou, která se tam chce ještě jednou podívat. Na ostrově objeví Mikea Coffeyho se synem Andym. Brzy se tam objeví i policie. Vyjde najevo, že Mike Coffey na ostrově ukrýval koně, ukradené z chovných farem.

## Česká vydání
- Ostrov divokých koní, Albatros, Praha 1971, přeložila Jitka Minaříková